# Hemirhamphodon kuekenthali
Hemirhamphodon kuekenthali är en fiskart som beskrevs av Steindachner, 1901. Hemirhamphodon kuekenthali ingår i släktet Hemirhamphodon och familjen Hemiramphidae. Inga underarter finns listade i Catalogue of Life.